# Manuel Machuca
Manuel Hernán Machuca Berríos (6 de juny de 1924 - 1985) fou un futbolista xilè. Va formar part de l'equip xilè a la Copa del Món de 1950.